# Карло Мірабелло
Карло Мірабелло (італ. Carlo Mirabello; 15 листопада 1847, Тортона — 24 березня 1910, Мілан) — італійський адмірал та політик, начальник генерального штабу ВМС Італії протягом 1898-1900 років. 

## Біографія
Карло Мірабелло народився 15 листопада 1847 року в Тортоні. У віці 14 років вступив до військово-морської школи. У званні молодшого лейтенанта брав участь у австро-італійській війні (1866). Дослужився до звання адмірала (1898 рік).
Карло Мірабелло зацікавився дослідами Гульєльмо Марконі з передачі радіосигналів на далекі відстані та надавав йому повну підтримку. У 1902 році на крейсері «Веттор Пізані» було встановлене відповідне обладнання. Під час походу крейсера на Далекий Схід у 1902 році були здійснені сеанси радіозв'язку між кораблем та італійським посольством у Пекіні.
У 1902 році король Італії Віктор Емануїл III на крейсері «Карло Альберто» прибув у Велику Британію на коронацію короля Едуарда VII та королеви Олександри. На борту крейсера перебували також Карло Мірабелло та Гульєльмо Марконі.
Потім крейсер відвідав Росію, де у Кронштадті на палубу судна прибув російський імператор Микола II. «Карло Альберто» був першим кораблем, з борта якого була здійснена радіопередача сигналів. Коли крейсер перебував у Кронштадті, Марконі у присутності Віктора Емануїла III та Миколи II продемонстрував можливість радіозв'язку між Кронштадтом та станцією у Корнуолі, розташованою за 2600 км.
У 1904 році Карло Мірабелло був призначений Міністром військово-морських сил Італії, і перебував на цьому посту до 1909 року. Він започаткував програму будівництва нових кораблів для італійського флоту.
Карло Мірабелло тричі обирався депутатом Палати депутатів Італії.
Помер 24 березня 1910 року в Мілані.

## Нагороди

### Італійські нагороди
- Кавалер Великого хреста Ордена Святих Маврикія та Лазаря
- Кавалер Великого хреста Ордена Корони Італії
- Кавалер Савойського військового ордена
- Маврикіанська медаль
- Медаль за вислугу на військовій службі
- Медаль за 20 років служби на флоті
- Пам'ятна медаль за участь у війні за незалежність Італії
- Пам'ятна медаль за участь в африканських кампаніях
- Пам'ятна медаль за участь в китайській кампанії

### Іноземні нагороди
- Кавалер Ордена Червоного орла (Пруссія)
- Кавалер Ордена Корони II класу (Пруссія)

## Вшанування
На честь Карло Мірабелло був названий есмінець однойменного типу.